# 藍近任
藍近任（16世紀—17世紀），字仲遜，號仁舉，山東兗州府曹州曹縣三丘鄉人，明朝政治人物。

## 生平
萬曆四十三年（1615年）中舉人，四十七年（1619年）成進士，兵部觀政，獲授戶部山西司主事，泰昌年間負責到固原州發帑金二十七萬，事成後於天啟元年（1621年）升任雁代糧儲道。
在糧儲道任內，藍近任拒絕請謁、清理鹽法、請求軍需、捐獻贖銀、償還逋賦，得到賜敕嘉獎；魏良卿以布政使官職邀飲，他嚴詞拒絕，天啓四年（1624年）被外任為臨洮知府。臨洮多積欠賦稅，土著多次生變，他清查茶馬貿易，用盈餘補償積欠，人民都感恩他的德行。三年後他陞為肅州備兵副使，因為母親逝世歸鄉，三個月後過度哀傷而去世，晉爵亞中大夫，賜白鏹，有《紫府見仁舉文集》行世，祀鄉賢祠。

## 家族
曾祖藍秀，儒官。祖父藍瑞，號稀庵，嘉靖七年舉人，官知县。父藍復蓁。

## 引用
1. 1 2  乾隆《曹州府志·卷十五·人物》：藍近任 字仲遜，曹縣人，萬歷己未進士。由部曹巡雁代糧儲，絕請謁、清鹽法、償逋賦，多善政；魏璫侄良卿慕其名，將邀飲，近任嚴拒之。及為臨洮守，逋賦甚多，番人屢變，近任釐其茶馬，諸蠱請旨鼓鑄，以兩運相灌輸，取給無乏，以其羨額償積逋，民德之。月餘陞肅州兵備副使，以內艱歸，既葬三月卒，所著有《紫府見仁舉文集》行於世，崇祀鄉賢。
2. ↑  乾隆《曹州府志·卷十三·選舉》：萬歷四十三年乙卯科（舉人）……藍近任 曹縣人
3. ↑  《萬曆四十七年己未科進士履歷》：藍近任，仁舉，書四房，甲午正月十四日生。曹县人，乙卯五十六，会一百五十七，二甲三十九。兵部政，庚申授户部山西司主事，癸亥升湖廣司员外，癸亥升郎中，甲子升临洮知府，丁卯升陕西副使，辛未升山西付使。
4. ↑  《古今圖書集成·明倫彙編·氏族典·第三百六十九卷》：藍近任 按《曹縣志》：近任，字仲遜，號仁舉，三丘人，己未成進士，觀夏卿政，授嚴部，光宗即位，發帑金二十七萬，往餉甘固軍例，差版曹大夫往，時因途梗，人人規避，執政者詢及近任，即毅然受命，無難色，竣役還熹廟，以為能，辛酉司雁代儲，絕請謁、清鹽法、請軍需、捐贖鍰、償逋賦，台上其事，賜敕褒嘉；既司白糧庾，廉正有方，頌聲載道。魏璫侄良卿慕其名，將邀飲，且曰：藍公與我，薇垣可得也。近任嚴拒之，遂以為臨洮守，居洮三年，陞肅州兵備副使，以內艱歸，哀戚過當而卒，卒之日以酒泉邊，功晉爵亞中大夫，賜白鏹。
5. ↑  康熙《曹縣志·卷十三·人物志中》：藍近任，字仲遜，號仁舉，三丘人。父復蓁，樂平稀庵公（瑞）之孫也。……